# پوکون اسپرینگز (پنسیلوانیا)
پوکون اسپرینگز (به انگلیسی: Pocono Springs) یک منطقهٔ مسکونی در ایالات متحده آمریکا است که در پنسیلوانیا واقع شده‌است. پوکون اسپرینگز ۱۰٫۳۰۹ کیلومتر مربع مساحت و ۹۲۶ نفر جمعیت دارد و ۶۳۱ متر بالاتر از سطح دریا واقع شده‌است.